# Champhai (distrikt)
Champhai är ett distrikt i Indien.   Det ligger i delstaten Mizoram, i den östra delen av landet, 1 700 km öster om huvudstaden New Delhi. Antalet invånare är 125 745.
Följande samhällen finns i Champhai:
- Khawhai